# Kasper Moen Flatla
Kasper Moen Flatla (* 22. Februar 1999) ist ein norwegischer Nordischer Kombinierer.

## Werdegang
Flatla, der für Jardar IL startet, gab sein internationales Debüt am 7. Januar 2017 beim Continental-Cup-Rennen in Høydalsmo, verfehlte jedoch die Punkteränge. Bei den Junioren-Weltmeisterschaften 2017 in Park City belegte Flatla den 31. Platz im Gundersen Einzel sowie den sechsten Rang mit dem Team. Ein Jahr später bei den Junioren-Weltmeisterschaften 2018 in Kandersteg erreichte er im Sprint den 29. sowie im Gundersen Einzel den 32. Platz. 
Im Sommer 2018 debütierte Flatla in Planica im Grand Prix. Dort konnte er bei beiden Wettkämpfen Punkte gewinnen. Im Winter 2018/19 startete er dennoch nur bei vier Continental-Cup-Wettbewerben sowie den Junioren-Weltmeisterschaften 2019 in Lahti und blieb ansonsten internationalen Wettkämpfen fern. In Lahti erreichte er im Sprint den neunten Rang und gewann darüber hinaus gemeinsam mit Aleksander Skoglund, Jens Lurås Oftebro und Andreas Skoglund mit dem Team die Silbermedaille.
Im Sommer 2019 erreichte Flatla zweimal die Punkteränge im Grand Prix. Mit insgesamt vierzehn Punkten schloss er den Sommer auf dem 54. Platz ab. Anfang Dezember 2019 war Flatla Teil der nationalen Gruppe beim Heim-Weltcup in Lillehammer. Bei seinem Debüt lieferte er einen starken Sprungdurchgang ab, sodass er als Neunter auf die Loipe ging und letztlich auf dem 19. Platz ins Ziel kam. Auch am zweiten Wettkampftag sorgte Flatla beim Springen für Topweiten, womit er erneut den Grundstein für seine weiteren neun Punkte legte. Aufgrund dieser Leistungen verblieb Flatla in den folgenden Wochen im norwegischen Weltcup-Team. Im März 2020 erreichte Flatla als Zweiter in Lahti hinter Jakob Lange erstmals das Podest im Continental Cup. In der Weltcup-Gesamtwertung belegte er Rang 39.
Am 17. Januar 2025 gewann er in Eisenerz sein erstes Continental-Cup-Rennen.

## Privates
Kasper ist der ältere Bruder der Nordischen Kombiniererin Mille Moen Flatla.

## Erfolge

### Continental-Cup-Siege im Einzel
| Nr. | Datum           | Ort      | Disziplin               |
| --- | --------------- | -------- | ----------------------- |
| 1.  | 17. Januar 2025 | Eisenerz | Gundersen Normalschanze |
| 2.  | 19. Januar 2025 | Eisenerz | Gundersen Normalschanze |

### Continental-Cup-Siege im Team
| Nr. | Datum           | Ort      | Disziplin    |
| --- | --------------- | -------- | ------------ |
| 1.  | 18. Januar 2025 | Eisenerz | Teamsprint 1 |

## Statistik

### Weltcup-Platzierungen
| Saison  | Platz | Punkte |
| ------- | ----- | ------ |
| 2019/20 | 39.   | 036    |
| 2020/21 | 46.   | 014    |
| 2021/22 | 29.   | 086    |
| 2022/23 | 39.   | 041    |
| 2023/24 | 31.   | 188    |

### Grand-Prix-Platzierungen
| Saison | Platz | Punkte |
| ------ | ----- | ------ |
| 2018   | 58.   | 006    |
| 2019   | 54.   | 014    |
| 2022   | 48.   | 005    |
| 2023   | 42.   | 029    |
| 2024   | 47.   | 016    |

### Continental-Cup-Platzierungen
| Saison  | Platz | Punkte |
| ------- | ----- | ------ |
| 2018/19 | 69.   | 021    |
| 2019/20 | 15.   | 254    |
| 2020/21 | 22.   | 190    |
| 2021/22 | 34.   | 127    |
| 2022/23 | 07.   | 392    |
| 2023/24 | 51.   | 070    |